# Notomastus (Notomastus) hedlandica
Notomastus (Notomastus) hedlandica is een borstelworm uit de familie Capitellidae. Het lichaam van de worm bestaat uit een kop, een cilindrisch, gesegmenteerd lichaam en een staartstukje. De kop bestaat uit een prostomium (gedeelte voor de mondopening) en een peristomium (gedeelte rond de mond) en draagt gepaarde aanhangsels (palpen, antennen en cirri).
Notomastus (Notomastus) hedlandica werd in 1979 voor het eerst wetenschappelijk beschreven door Hartmann-Schröder.